# اسلام‌آباد (سوادکوه شمالی)
اسلام‌آباد، روستایی از توابع بخش شیرگاه شهرستان سوادکوه شمالی در استان مازندران ایران است.

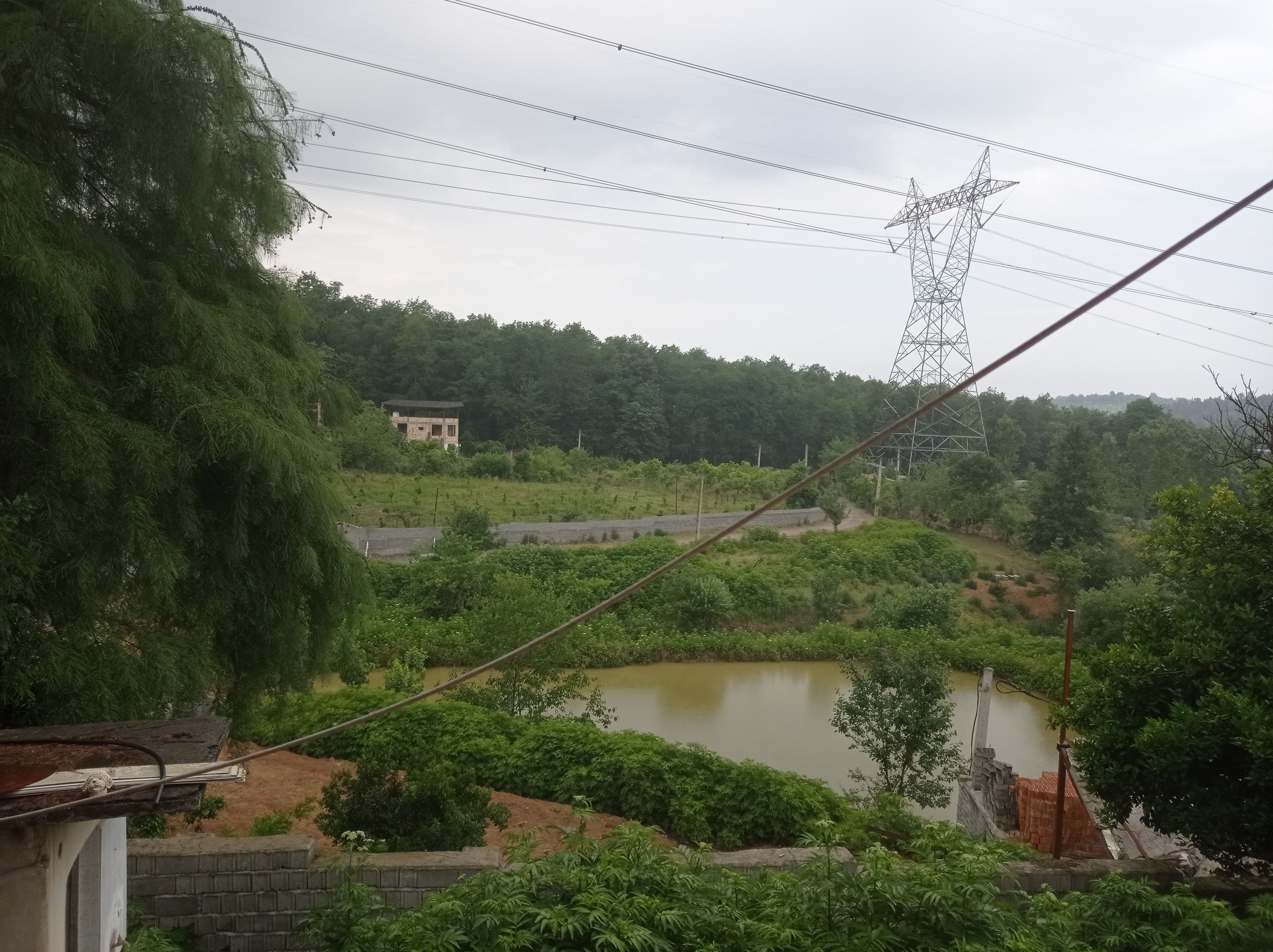
روستای اسلام‌آباد شیرگاه

## جمعیت
این روستا در دهستان شرق وغرب شیرگاه قرار دارد و براساس سرشماری مرکز آمار ایران در سال ۱۳۸۵، جمعیت آن ۶۲ نفر (۱۷ خانوار) بوده‌است.